# لوکاس روبرتون
لوکاس روبرتون (انگلیسی: Lucas Robertone؛ زادهٔ ۱۸ مارس ۱۹۹۷) بازیکن فوتبال اهل آرژانتین است.
از باشگاه‌هایی که در آن بازی کرده‌است می‌توان به باشگاه فوتبال ولز سارسفیلد اشاره کرد.